# Vægtløftning under sommer-OL 2012
Vægtløfting under sommer-OL 2012 er var en konkurrence under Sommer-OL i London. Det var 24. gang at vægtløfting var på det olympiske programmet siden disciplinen blev introduceret som officiel øvelse under Sommer-OL 1896. Der blev konkurreret om femten olympiske titler i otte forskellige vægtklasser for mænd og kvinder i perioden 28. juli til 7. august. Alle konkurrencerne blev afholdt i ExCeL.

## Program
| Mænd        | Mænd      | Kvinder    | Kvinder   |
| Klasse      | Dato      | Klasse     | Dato      |
| ----------- | --------- | ---------- | --------- |
| 56 kg       | 29. juli  | 48 kg      | 28. juli  |
| 62 kg       | 30. juli  | 53 kg      | 29. juli  |
| 69 kg       | 31. juli  | 58 kg      | 30. juli  |
| 77 kg       | 1. august | 63 kg      | 31. juli  |
| 85 kg       | 3. august | 69 kg      | 1. august |
| 94 kg       | 4. august | 75 kg      | 3. august |
| 105 kg      | 6. august | over 75 kg | 5. august |
| over 105 kg | 7. august |            |           |

## Resultater

### Mænd
| Klasse  | Guld                        | Sølv                          | Bronze                          |
| ------- | --------------------------- | ----------------------------- | ------------------------------- |
| 56 kg   | Om Yun-Chol · Nordkorea     | Wu Jingbiao · Kina            | Valentin Hristov · Aserbajdsjan |
| 62 kg   | Kim Un-Guk · Nordkorea      | Óscar Figueroa · Colombia     | Eko Yuli Irawan · Indonesien    |
| 69 kg   | Lin Qingfeng · Kina         | Triyatno · Indonesien         | Răzvan Martin · Rumænien        |
| 77 kg   | Lu Xiaojun · Kina           | Lu Haojie · Kina              | Iván Cambar · Cuba              |
| 85 kg   | Adrian Zieliński · Polen    | Apti Aukhadov · Rusland[a]    | Kianoush Rostami · Iran         |
| 94 kg   | Ilya Ilyin · Kasakhstan[a]  | Aleksandr Ivanov · Rusland[a] | Anatolie Cîrîcu · Moldova       |
| 105 kg  | Oleksiy Torokhtiy · Ukraine | Navab Nassirshalal · Iran     | Bartłomiej Bonk · Polen         |
| +105 kg | Behdad Salimi · Iran        | Sajjad Anoushiravani · Iran   | Ruslan Albegov · Rusland        |

### Kvinder
| Klasse: | Guld:                     | Sølv:                       | Bronze:                            |
| 48 kg   | Wang Mingjuan (CHN)       | Hiromi Miyake (JPN)         | Ryang Chun-Hwa (PRK)               |
| 53 kg   | Zulfiya Chinshanlo (KAZ)  | Hsu Shu-ching (TPE)         | Cristina Iovu (MDA)                |
| 58 kg   | Li Xueying (CHN)          | Pimsiri Sirikaew (THA)      | Yuliya Kalina (UKR)                |
| 63 kg   | Maiya Maneza (KAZ)        | Svetlana Tsarukayeva (RUS)  | Christine Girard (CAN)             |
| 69 kg   | Rim Jong-Sim (PRK)        | Roxana Cocoș (ROU)          | Maryna Shkermankova (BLR)          |
| 75 kg   | Svetlana Podobedova (KAZ) | Natalya Zabolotnaya (RUS)   | Iryna Kulesha (BLR)                |
| +75 kg  | Zhou Lulu · Kina          | Tatiana Kashirina · Rusland | Hripsime Khurshudyan · Armenien[a] |

51°30′27″N 0°01′47″Ø / 51.5075°N 0.02972°Ø